# 구리르 그왈스타우드 이에이소에드
구리르 그왈스타우드 이에이소에드(웨일스어: Gwrhyr Gwalstawd Ieithoedd)는 초기 웨일스 신화의 영웅이자 변신술사이며, 아서왕 궁정의 전사이다. 초기 아서왕 영웅담인 〈쿨후흐와 올루엔〉에서 아서의 다른 전사들과 함께 쿨후흐가 올루엔과 결혼할 수 있도록 그의 임무를 돕는다.